# Casa do Ajudante Braga

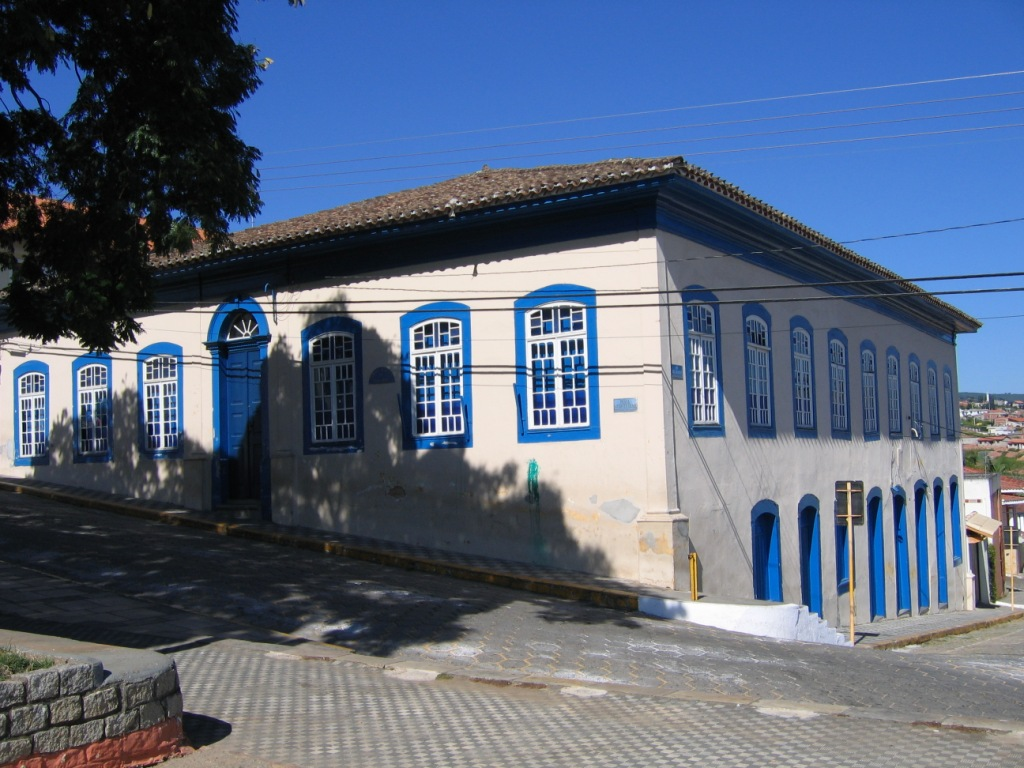
Casa do Ajudante Braga, Santa branca, SP.

A Casa do Ajudante Braga, localizada na Praça do Ajudante Braga, esquina com a Rua José Bonifácio na cidade Santa Branca, SP, foi tombada pelo Conselho de Defesa do Patrimônio Histórico, Arqueológico, Artístico e Turístico (CONDEPHAAT), por sua importância cultural, em 16 de novembro de 1973.

## História
Localizado no centro da cidade, o imóvel destaca-se pela sua beleza arquitetônica, realçando o patrimônio histórico da região. Consta que o edifício foi construído por Ajudante Braga com mão de obra escrava durante o período Imperial e o prédio ainda conserva seus lustres, constituindo um marco histórico da época áurea do café.
A propriedade do imóvel foi atribuída ao alferes João da Costa Leitão, rico comerciante do Vale do Paraíba de quem o ajudante Ferreira Braga a adquiriu em 1851. Em 1924, tornou-se propriedade da Câmara Municipal de Santa Branca. 

## Descrição
Conforme documento do tombamento, a casa foi construída em taipa de pilão, é assobradada nos fundos e térrea na frente, voltada para a Praça Ajudante Braga. Construção despojada, com cobertura em telhas capa e canal, apresentando um longo beiral. As vergas das portas e janelas são em arco abatido, desenho comumente usado nos edifícios mais antigos, no período colonial.